# Камило Хосе Села
Камило Хосе Села (на испански: Camilo José Cela) е испански писател. Получава Нобелова награда за литература през 1989 г.
Последният му роман е „Чемширово дърво“, написан през 1999 г.

## Биография
Той е най-голямото от деветте деца на родителите си.

## Произведения
- La familia de Pascual Duarte (1942) / Семейството на Паскуал Дуарте, София: Нар. култура, 1980
- Pabellón de reposo (1943)
- Nuevas andanzas y desventuras de Lazarillo de Tormes (1944)
- Viaje a la Alcarria (1948)
- La Colmena (1953) / Кошерът, София: Нар. Kултура, 1969
- Mrs. Caldwell habla con su hijo (1952)
- La catira (1955)
- Tobogán de hambrientos (1962)
- Izas, rabizas y colipoterras (1964)
- Diccionario secreto (I, 1968; II, 1971)
- San Camilo I936 (1969)
- Oficio de tinieblas 5 (1973)
- Mazurca para dos muertos (1983)
- Nuevo viaje a la Alcarria (1986)
- Cristo versus Arizona (1988)
- El asesinato del perdedor (1994)
- La cruz de San Andrés (1994). Premio Planeta
- Madera de boj (1999) / „Чемширово дърво“, София: Фама, 2009 – роман